# 116P/Wild
La comète Wild 4, officiellement 116P/Wild 4, est une comète périodique du système solaire, découverte le 21 janvier 1990 par Paul Wild à l'Institut d'astronomie de l'université de Berne.